# D'Lo Brown
 (juillet 2021).
Accie Jarvante Conner (né le 22 octobre 1970 à Burlington) plus connu sous le nom de D'Lo Brown est un catcheur (lutteur professionnel) américain.
Il s'entraîne à l'école de catch de Larry Sharpe peu de temps après avoir terminé ses études à l'université du Maine. Il lutte ensuite à la Smoky Mountain Wrestling avant de rejoindre la World Wrestling Federation / Entertainment (WWF / WWE). Il devient un des membres du clan Nation of Domination. Au sein de cette fédération, il remporte à quatre le championnat européen de la WWF ainsi que le championnat intercontinental une fois. Il s'y fait aussi connaître pour avoir involontairement paralysé Darren Drozdov en octobre 1999.

## Jeunesse
Conner est un fan de catch et grandit dans le New Jersey et pratique le backyard wrestling. Après le lycée, il étudie à l'université du Maine où il obtient un diplôme en comptabilité.

## Carrière de catcheur

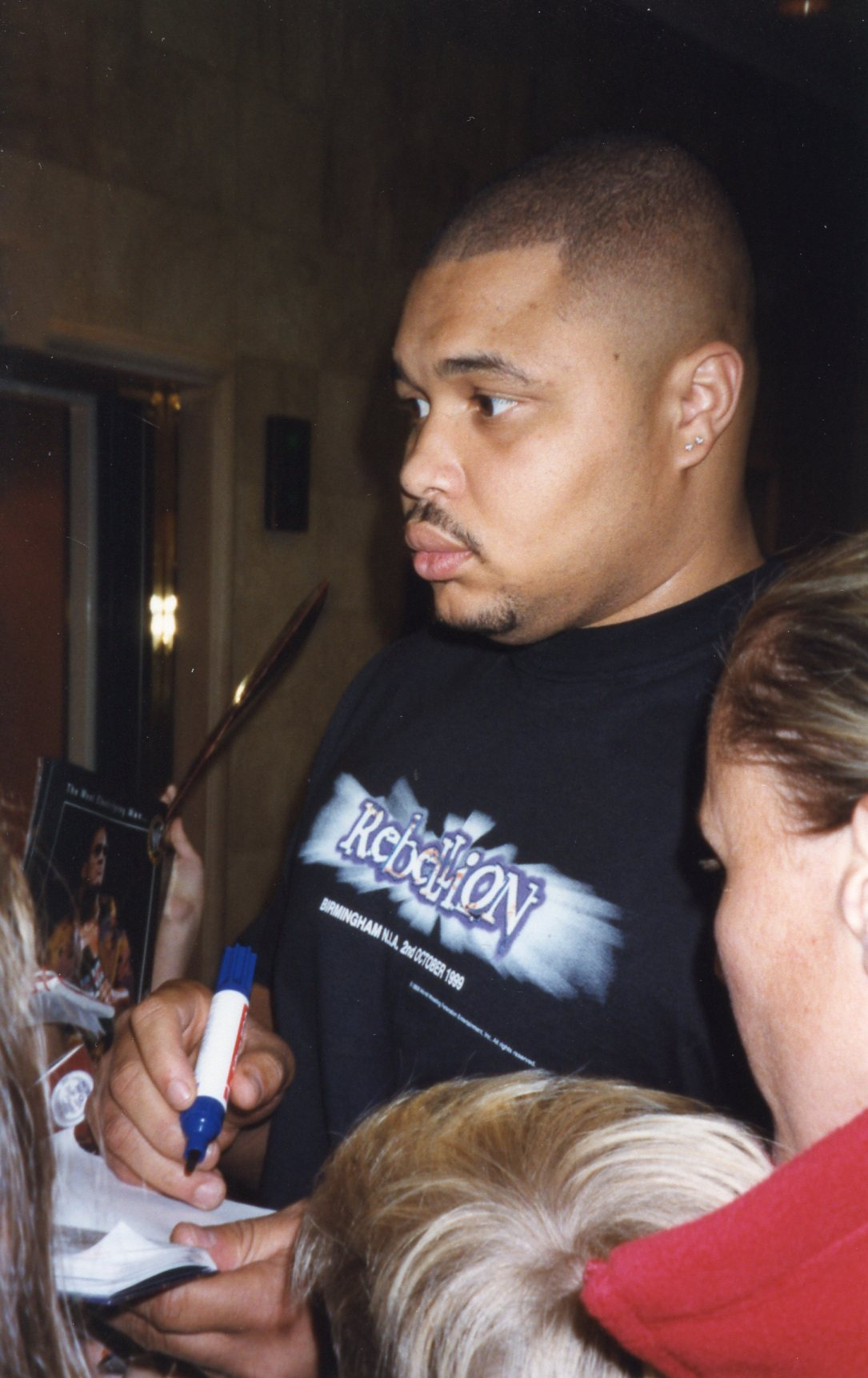
Une image de D'Lo Brown à ses débuts faisant des autographes.

### Entraînement et Smoky Mountain Wrestling (1994-1995)
Conner s'entraîne auprès de Larry Sharpe à la Monster Factory. C'est dans cette école qu'il fait ses premiers combats. Il y rencontre Jonathan Rechner qui lutte alors à la Smoky Mountain Wrestling (SMW). C'est en l'emmenant dans le Tennessee qu'il parvient à convaincre Jim Cornette, le promoteur de la SMW, de lui donner une chance. Il est un des membres du clan The Gangstas avec New Jack et Mustafa Saed. Le 3 décembre 1994, il perd par disqualification face à Steve Armstrong un match pour le championnat Beat the Champ Television de la SMW après l'intervention de The Gangstas. Le 24 décembre, il ne parvient pas à vaincre Brian Lee dans un match pour le championnat Beat the Champ Television de la SMW.

### World Wrestling Entertainment (1995-2009)

#### Débuts à la WWE, Titres européen et intercontinental, équipe avec Mark Henry (1997-2000)
Il fait ses débuts à la WWE à la fin des années 1990 à l'époque où elle s'appelait encore WWF. Lors du 14 juillet 1998 à WWF RAW, il gagne son premier titre face à Triple H avec l'aide de The Rock. Il forma rapidement une équipe avec Mark Henry. Cependant à Summerslam 1998,il va battre Le nouveau Val Venis qu'il bat avec son Lo'Down. Lors du Judgement Day 1998 en octobre il perd son titre européen face à X-Pac.L'équipe ont une chance pour les WWF World Tag Team Championship en décembre 1998 Face aux New Age Outlaws a Capital Carnage qu'il perdront, cependant en fin janvier 1999 Ivory rejoint l'épique pour les aider.De plus l'équipe ne fut moins de succès car,ils avaient perdu beaucoup de revanches notamment face à Kane & X-Pac en mai 1999 qui étaient le dernier revanche. Par la suite, ils avaient jamais affronter les acolytes et les Hardy Boyz pour les titres par équipe dans les mois suivants car ils étaient trop incapables et c'est à ce moment que la WWF aperçoit que Mark Henry était trop gros ce qui lui rendra faible et D'lo l'entraine à chaque journée. D'lo Brown revient sur la division du titre européen. Avant qu'ils se séparent, Mark affronte Viscera a Shotgun et D'lo aussi dans Heat ce qui fait débuter le feud entre Viscera & Mideon le champion européen en juin. Le 4 juillet à Heat, D'lo intervient en attaquant le champion européen Mideon ce qui couta le match à Al Snow. Ce qui amène un match de championnat à Fully Loaded. D'lo affronte Mideon le moitié membre du Corporate Ministry à Fully Loaded 1999 en juillet pour sa revanche qu'il gagnera pour sa troisième règne. Le lendemain après fully loaded, lors du Raw Is War Jeff Jarrett le champion intercontinental demande à Ben Stiller qui était dans le public et lui répond qu'il aime les puppies de Debra lorsque Stiller est retourné, Jarrett lui attaque une minute après D'lo vient pour la rescousse et attaque Jarrett avec son Lo Down sur le ring. À Heat Jeff Jarrett lui organise un match pour Les deux titres en jeu à Raw. Lors du Raw Is War, D'lo parvient à gagner le titre intercontinental en frappant sa ceinture européen sur Jarrett et il devient donc le premier champion euro-continental même le premier l'afro-américain à détenir les deux titres. Lors du Summerslam 1999, il perd ses titres face à Jeff Jarrett à cause de Debra et Mark Henry qui fait son retour et pourtant Henry a tenté d'attaquer Jarrett. Le lendemain à RAW, Jeff Jarrett donne le titre européen à Mark Henry comme récompense et Brown reçoit un match pour le titre européen car, normalement c'était Meat qui devait affronter mais D'lo prend sa place mais le match devient nul. Plus tard il entama une feud avec son ancien partenaire par équipe Mark Henry pour le titre européen.Cependant à Unforgiven 1999, il regagne le titre européen face à Mark Henry. Le 28 octobre 1999 à WWE SmackDown il perd son titre face à un ancien champion européen The British Bulldog, un ancien membre de la Hart Foundation avec l'aide la Mean Street Posse.Lors Du premier Armageddon 1999 en décembre,il perd sa revanche contre Le British Bulldog dans un triple treat match que Venis avait gagné le match.Lors du Wrestlemania 2000, il perd avec Godfather contre Boss Man & Bull Buchaman. 
Lors d'une édition de Raw Is War de 2000, il perd une chance pour le titre européen face à Eddie Guerrero à cause de The Godfather. Ce qui fera une rivalité à plusieurs reprises. Depuis 2001,il était absent mais en 2002 en avril il fait son retour à WWF Heat contre Eddie Guerrero le nouveau champion intercontinental qui a battu Rob Van Dam à Backlash 2002 le match qu'il perd. 
Le 25 novembre, lors de l'ECW, il bat Ricky Ortiz dans un dark match.
Le 27 septembre 2008, à Paris (POPB), il combat Manu et perd à la suite d'un samoan drop de la part de Manu.
En janvier 2009, il est congédié de la WWE, tout comme Val Venis et Bam Neely.

#### Retour à la WWE, rivalité avec Santino Marella et Beth Phoenix (2008)
Le 18 août 2008 à Raw après Summerslam 2008, il bat le nouveau Champion Intercontinental Santino Marella par disqualification à cause de Beth Phoenix qu'elle l'a provoqué après le match il projette Marella sur les tables de commentateurs et Kofi Kingston lui donne un coup sur la table et Brown lui dispute à Marella et Phoenix et Marella dit à Kingston qui est le champion intercontinental.

#### Circuit Indépendant (2009)
Durant l'été, il revient à la WWE et fait équipe avec Kelly Kelly face à Santino Marella et Beth Phoenix. Puis part pour la ROH, où il se voit mériter un match pour le titre ROH heavyweight Championship face à Nigel McGuinness en février. Il remplace ensuite Iceberg au CHIKARA.

### Retour à la Total Nonstop Action Wrestling (2009-2013)

#### Diverses apparitions (2009-2012)
Fin 2009, il devient agent backstage à la TNA.De temps en temps, il apparaît à l'écran pour calmer des lutteurs.

#### Aces & Eights et départ (2012-2013)
Le 7 mars 2013 à Impact Wrestling, il a été révélé que Brown était le vice-président des Aces & Eights. Lors du Impact Wrestling du 2 mai, il perd contre Kurt Angle dans un "I quit" match après avoir abandonné sur le Ankle Lock. À la suite de sa défaite, Brown a été rétrogradé en prospect dans Aces & Eights la semaine suivante. Depuis on ne le voit plus sur les ring de la TNA. Il a été exclu des Aces & Eights.
Le 17 juillet 2013, il est renvoyé par la compagnie.

### Retour à Impact Wrestling (2019-2022)

#### Retour en tant que Producteur (2019-2021)
Le 2 juillet 2019, il fait son retour à Impact Wrestling en signant un contrat de plusieurs années en tant que producteur.
Le 26 novembre 2019 à Impact Wrestling, il perd avec Fallah Bahh contre The Deaners (Cody Deaner et Cousin Jake).

#### Commentateur et départ (2021-2022)
Le 13 janvier 2021, Impact Wrestling annonce que D'Lo Brown et Matt Striker seront la nouvelle équipe de commentateurs à partir de Hard to Kill.
Le 6 septembre 2022, il quitte la compagnie.

## Palmarès et accomplissements
- Backed Against The Wall Wrestling 
  - BAW Championship (1 fois)

- Border City Wrestling 
  - BCW Can-Am Heavyweight Championship (2 fois)

- Cleveland All–Pro Wrestling 
  - CAPW North American Championship (2 fois)

- Global Wrestling Alliance 
  - GWA Heavyweight Championship (4 fois)

- Great Lakes Wrestling 
  - GLW Heavyweight Championship (12 fois)

- Heartland Wrestling Association 
  - HWA Heavyweight Championship (2 fois)

- International Wrestling Association 
  - IWA World Tag Team Championship (1 fois) – avec Glamour Boy Shane

- International Wrestling Promotions 
  - IWP Heavyweight Championship (8 fois)

- Irish Whip Wrestling 
  - Irish Whip Wrestling International Heavyweight Championship (1 fois)

- Maximum Pro Wrestling 
  - MXPW Heavyweight Championship (2 fois)

- New Era Pro Wrestling 
  - NEPW Heavyweight Championship (6 fois)

- Pro Wrestling Illustrated
  - PWI ranked him #61 of the top 500 singles wrestlers in the PWI 500 in 2004[16]

- Pro Wrestling Noah
  - GHC Tag Team Championship (1 fois) – avec Bull Buchanan

- Total Nonstop Action Wrestling
  - NWA World Tag Team Championship (1 fois) – avec Gran Apolo

- World Wrestling Federation
  - WWF European Championship (4 fois)
  - WWF Intercontinental Championship (1 fois)